# Liwadi
Liwadi (gr. Λιβάδι) – wieś w Republice Cypryjskiej, w dystrykcie Pafos.